# Шомая
Шомая (устар. Шома-Я) — река в России, протекает в Ханты-Мансийском автономном округе. Устье реки находится в 318 км по левому берегу реки Северной Сосьвы. Длина реки — 53 км, площадь водосборного бассейна — 548 км².

## Притоки
- Симриньтурахт
- Аврахсоим
- 34 км: Саклинья
- Палпсоим
- Сосновый

## Данные водного реестра
По данным государственного водного реестра России относится к Нижнеобскому бассейновому округу, водохозяйственный участок реки — Северная Сосьва, речной подбассейн реки — Северная Сосьва. Речной бассейн реки — (Нижняя) Обь от впадения Иртыша.
Код объекта в государственном водном реестре — 15020200112115300027520.